# Quadrilha (dança)

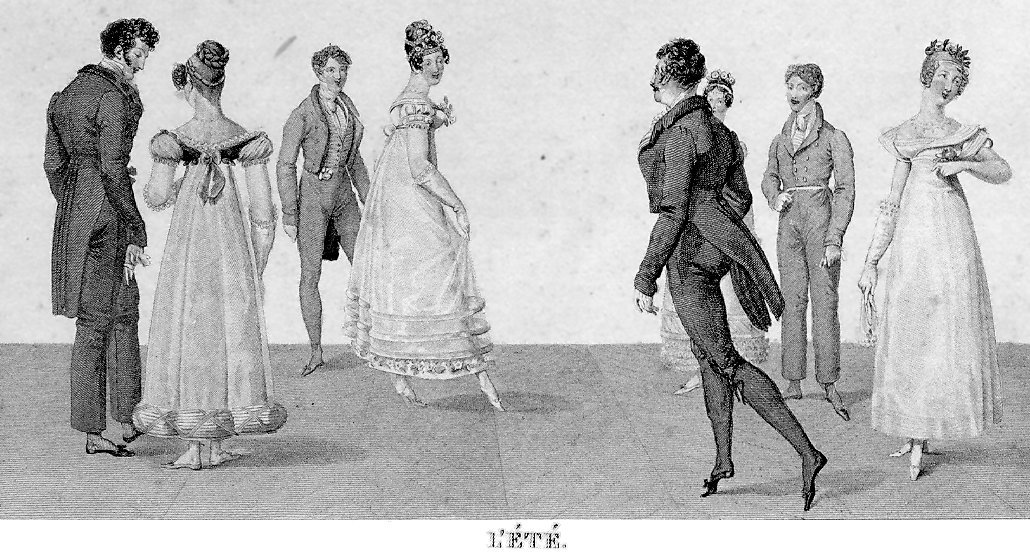
Ilustração do passo L'été ("verão"), da quadrille, c. 1820.

Quadrilha (do francês quadrille) é uma modalidade de dança de salão que, no dizer de Câmara Cascudo, foi "a grande dança palaciana do séc. XIX". Era originalmente dançada por quatro pares em formação retangular.
Resultado da mistura de várias danças europeias ao longo dos séculos das quais foi incorporando elementos, especialmente da contradança, teve seu auge no século XIX, quando foi introduzida no Brasil e, com suas variações juninas, voltou a ser praticada nos bailes comemorativos aos santos do mês de junho (São Pedro, São João e Santo Antônio) realizados em cidades como Rio de Janeiro, Salvador, Fortaleza e Recife a partir da década de 1990.

## Dança aristocrática e popular
No século XIX era uma dança que compunha o protocolo dos bailes palacianos das cortes europeias e da alta sociedade americana e, mesmo se tornando popular, não perdeu o caráter aristocrático.

## No Brasil

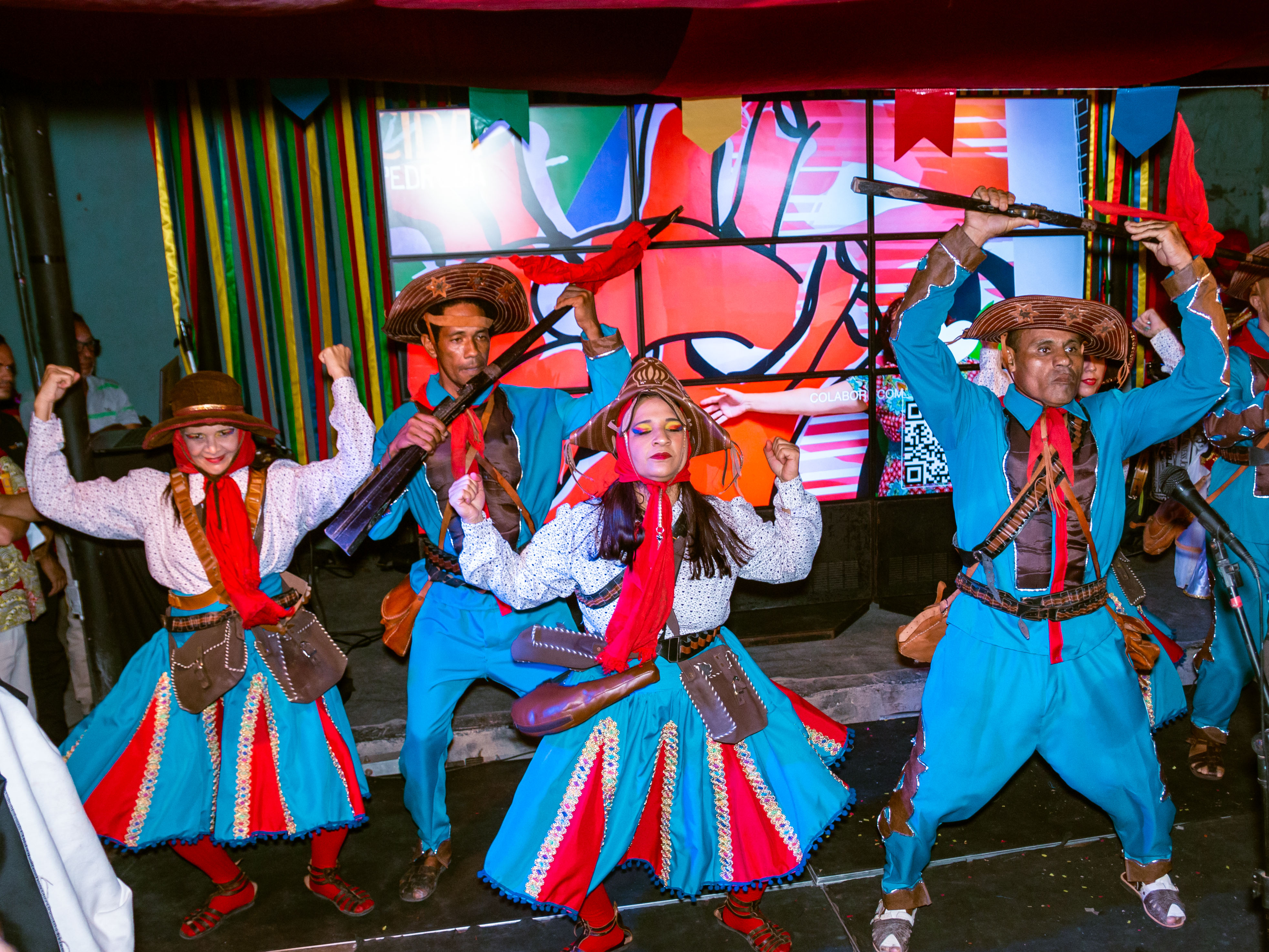
Apresentação de quadrilha junina na atualidade, em evento no Recife.

Foi introduzida no país no começo do século XIX, durante o Período Regencial, "trazida por mestres de orquestras de dança francesas, como Milliet e Cavallier, que tocavam as músicas de Musard, "o pai das quadrilhas", e Tolbecque", no registro de Cascudo.
Sua popularização no Brasil fez com que sua execução em cinco partes ganhasse comandos inesperados e grande duração que terminavam por se constituir no próprio baile (e não uma das danças dele); esses comandos eram gritados pelo "marcante", muitas vezes com repetições e sua prática se espalhou desde a Corte Imperial aos sertões.
Em 1842 o pernambucano Padre Carapuceiro publicava no seu jornal em Recife os versos críticos:

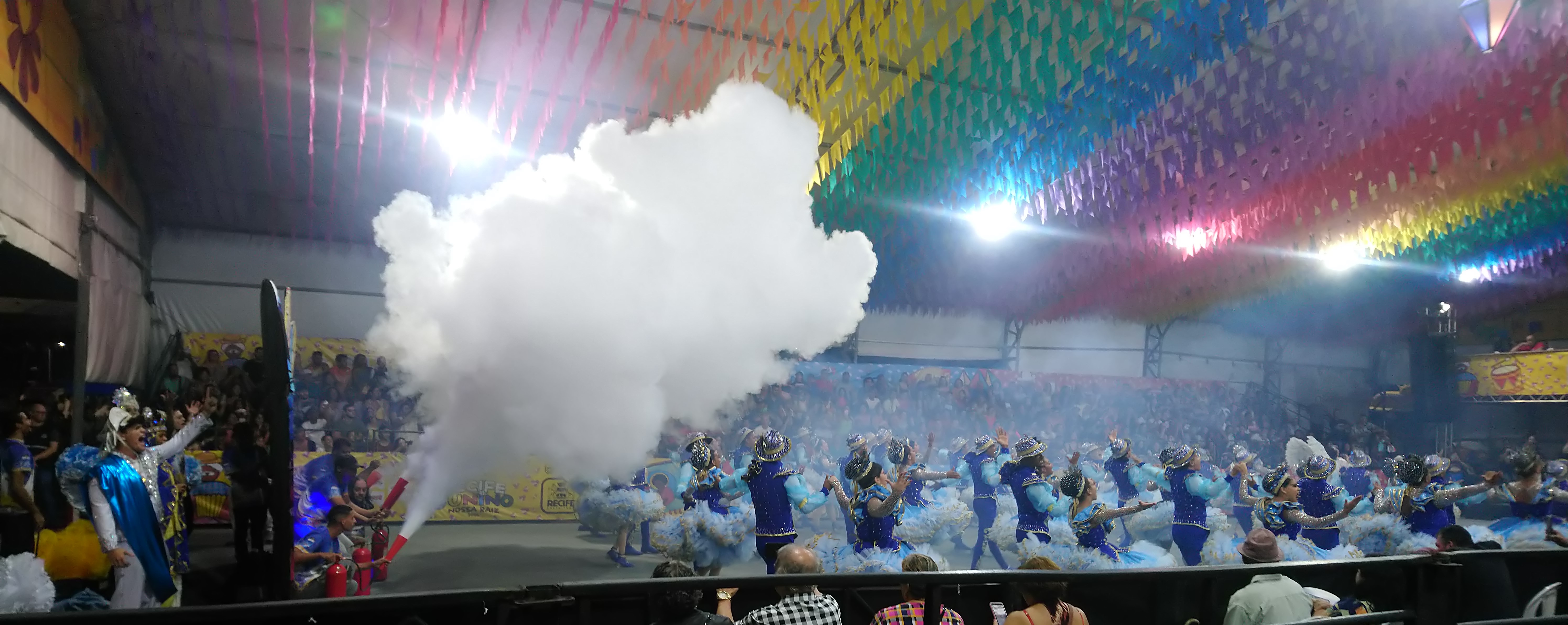
Apresentação da quadrilha União Junina, no 58° Concurso de Quadrilhas Juninas do Recife Junino, em 2024.

"O furor das contradanças

Por toda parte s'estende,

A todo gênero humano

A quadrilha compreende.

Nas baiucas mais nojentas,

Onde a gente mal se vê,

Já se escuta a rabequinha,

Já se sabe o balancê."